# Heterolaophonte medax
Heterolaophonte medax är en kräftdjursart som först beskrevs av Walter Klie.  Heterolaophonte medax ingår i släktet Heterolaophonte och familjen Laophontidae. Inga underarter finns listade i Catalogue of Life.